# Světový pohár klubů ISBHF 2013
Světový pohár klubů ISBHF 2013 byl 18. ročníkem, poprvé se na turnaji představil tým ze zámoří — Canadian Dirty Birds z Kanady, a proto byl tento hokejbalový turnaj nazván World Cup 2013. Turnaj se uskutečnil od 19. září do 21. září 2013 v Pardubicích, pod záštitou Českomoravského svazu hokejbalu (ČMSHb). Trofej získal český tým HBT Vlašim, kdy ve finále porazil obhájce ze Švýcarska Oberwil Rebells v poměru 1:0.

## Herní systém
Dvanáct účastníků bylo rozděleno do čtyř skupin po 3 týmech. Tým se ve skupině utkal systémem každý s každým. Za vítězství získal 2 body, za remízu bod a za prohru 0 bodů. Po sehrání všech utkání se vytvořily tabulky, z nichž do čtvrtfinále postoupily týmy z prvních míst a týmy na druhém a třetím místě byly nuceni hrát kvalifikaci o čtvrtfinále. A poté následovalo play-off, tzv. čtvrtfinále, semifinále a finále. Vyřazené týmy sehrály zápasy o celkové umístění. Základní hrací doba byla 2× 15 min a v play-off za nerozhodného stavu rozhodovalo 5minutové prodloužení (10 min ve finále), po případně samostatná střílení.

## Stadiony
| Pardubice                  |
| ČEZ Arena Kapacita: 10 300 |
|                            |

## Přehled skupin
| Skupina A | HBC Hradec Králové 1988 | London Crusaders        | HBK Nitrianski rytieri Nitra  |
| Skupina B | SHC Aegerten-Biel       | Canadian Dirty Birds    | HBC Autosklo-H.A.K. Pardubice |
| Skupina C | SHC Belpa 1107          | LG AZ HOKEJ Bratislava  | Ball hockey Luxembourg        |
| Skupina D | Oberwil Rebells         | HbK Hokejmarket Skalica | HBT Vlašim                    |

## Základní skupiny

### Skupina A

#### Tabulka
| P | Tým                          | Z | V | R | P | GV | GI | +/- | B |
| - | ---------------------------- | - | - | - | - | -- | -- | --- | - |
| 1 | HBK Nitrianski rytieri Nitra | 2 | 2 | 0 | 0 | 8  | 0  | +8  | 4 |
| 2 | HBC Hradec Králové 1988      | 2 | 1 | 0 | 1 | 8  | 1  | +7  | 2 |
| 3 | London Crusaders             | 2 | 0 | 0 | 2 | 0  | 15 | -15 | 0 |

|  | Tým postupující do čtvrtfinále. |

#### Zápasy
| 19. září 2013 12:00 SELČ | HBK Nitrianski rytieri Nitra | 7 – 0 (5:0, 2:0) | London Crusaders | ČEZ Arena, Pardubice Návštěvnost: - |  |

| Report | |                             |              |                              |
| Tomaš Gažik | Tomaš Gažik | Brankáři                    | Martin Tyrol | Rozhodčí: Igor Neczli Wilson |
| F. Titka (M. Maxin) - (PP) 01:04 M. Haring (O. Hraško) - (PP) 05:46 F. Cajchan (R. Mach) - (PP) 09:20 J. König - 12:41 J. Rímský (M. Beniač) - 14:12 M. Riegel (M. Haring) - (PP) 23:33 O. Hraško (M. Riegel)- 27:52 | F. Titka (M. Maxin) - (PP) 01:04 M. Haring (O. Hraško) - (PP) 05:46 F. Cajchan (R. Mach) - (PP) 09:20 J. König - 12:41 J. Rímský (M. Beniač) - 14:12 M. Riegel (M. Haring) - (PP) 23:33 O. Hraško (M. Riegel)- 27:52 | 1-0 2-0 3-0 4-0 5-0 6-0 7-0 |              | Rozhodčí: Igor Neczli Wilson |
| 24 min | 24 min | Tresty                      | 20 min       | Rozhodčí: Igor Neczli Wilson |
| - | - | Střely                      | -            | Rozhodčí: Igor Neczli Wilson |

| 19. září 2013 16:00 SELČ | London Crusaders | 0 – 8 (0:4, 0:4) | HBC Hradec Králové 1988 | ČEZ Arena, Pardubice Návštěvnost: - |  |

| Report       |              |                                 | |                                |
| Martin Tyrol | Martin Tyrol | Brankáři                        | Jan Mroviec | Rozhodčí: Hrazdira Igor Neczli |
|              |              | 0-1 0-2 0-3 0-4 0-5 0-6 0-7 0-8 | 00:42 - J. Bacovský (P. Novák, J. Hrabica) 09:58 - J. Černý (J. Ježek) 11:01 - J. Bacovský (J. Růžička) 12:57 - J. Černý (J. Ježek) 19:18 (PP) - J. Hrabica (J. Štěpánek) 24:24 (PP) - V. Petr (J. Fišer) 26:41 - T. Jiřík (O. Lux) 27:12 - J. Svoboda (J. Ježek) | Rozhodčí: Hrazdira Igor Neczli |
| 6 min        | 6 min        | Tresty                          | 6 min | Rozhodčí: Hrazdira Igor Neczli |
| -            | -            | Střely                          | - | Rozhodčí: Hrazdira Igor Neczli |

| 19. září 2013 20:45 SELČ | HBC Hradec Králové 1988 | 0 – 1 (0:0, 0:1) | HBK Nitrianski rytieri Nitra | ČEZ Arena, Pardubice Návštěvnost: - |  |

| Report     |            |          |                                                |                                      |
| Jan Šimara | Jan Šimara | Brankáři | Tomáš Dubnický                                 | Rozhodčí: Martin Černý Ľubomír Trpiš |
| -          | -          | 0-1      | 18:34 (PP) - P. Martiška (M. Beniač, I. Káčer) | Rozhodčí: Martin Černý Ľubomír Trpiš |
| 6 min      | 6 min      | Tresty   | 10 min                                         | Rozhodčí: Martin Černý Ľubomír Trpiš |
| -          | -          | Střely   | -                                              | Rozhodčí: Martin Černý Ľubomír Trpiš |

### Skupina B

#### Tabulka
| P | Tým                           | Z | V | R | P | GV | GI | +/- | B |
| - | ----------------------------- | - | - | - | - | -- | -- | --- | - |
| 1 | HBC Autosklo-H.A.K. Pardubice | 2 | 2 | 0 | 0 | 12 | 0  | +12 | 4 |
| 2 | Canadian Dirty Birds          | 2 | 1 | 0 | 1 | 4  | 9  | -5  | 2 |
| 3 | SHC Aegerten-Biel             | 2 | 0 | 0 | 2 | 1  | 8  | -7  | 0 |

|  | Tým postupující do čtvrtfinále. |

#### Zápasy
| 19. září 2013 10:00 SELČ | HBC Autosklo-H.A.K. Pardubice | 4 – 0 (3:0, 1:0) | SHC Aegerten-Biel | ČEZ Arena, Pardubice Návštěvnost: - |  |

| Report | |                 |              |                                       |
| Petr Smékal | Petr Smékal | Brankáři        | Simon Stucki | Rozhodčí: Martin Černý Michal Škrobák |
| J. Bílý (M. Ingršt) - 00:36 P. Kubeš (P. Filip) - (PP) 06:20 F. Förstl (O. Waber, T. Hák) - (PP) 12:41 J. Bílý (P. Kubeš) - 23:42 | J. Bílý (M. Ingršt) - 00:36 P. Kubeš (P. Filip) - (PP) 06:20 F. Förstl (O. Waber, T. Hák) - (PP) 12:41 J. Bílý (P. Kubeš) - 23:42 | 1-0 2-0 3-0 4-0 |              | Rozhodčí: Martin Černý Michal Škrobák |
| 8 min | 8 min | Tresty          | 4 min        | Rozhodčí: Martin Černý Michal Škrobák |
| - | - | Střely          | -            | Rozhodčí: Martin Černý Michal Škrobák |

| 19. září 2013 14:00 SELČ | SHC Aegerten-Biel | 1 – 4 (0:1, 1:3) | Canadian Dirty Birds | ČEZ Arena, Pardubice Návštěvnost: - |  |

| Report                                     |                                            |                     | |                               |
| Simon Stucki                               | Simon Stucki                               | Brankáři            | Darren Ewanyk | Rozhodčí: Kettner Mário Krist |
| R. Schürch (R. Ramseier, M. Hofer) - 18:53 | R. Schürch (R. Ramseier, M. Hofer) - 18:53 | 0-1 0-2 1-2 1-3 1-4 | 03:50 - J. Kinan (J. Antoniuk) 16:00 - B. Cantera (J. Antoniuk, J. Schmidt) 26:29 - J. Kinan (T. Sturko, B. Wheadon) 29:52 (EN) - S. Kozun (T. Ellsworth) | Rozhodčí: Kettner Mário Krist |
| 4 min                                      | 4 min                                      | Tresty              | 16 min | Rozhodčí: Kettner Mário Krist |
| -                                          | -                                          | Střely              | - | Rozhodčí: Kettner Mário Krist |

| 19. září 2013 18:45 SELČ | Canadian Dirty Birds | 0 – 8 (0:6, 0:2) | HBC Autosklo-H.A.K. Pardubice | ČEZ Arena, Pardubice Návštěvnost: - |  |

| Report          |                 |                                 | |                                |
| Liosis (Ewanyk) | Liosis (Ewanyk) | Brankáři                        | Lukáš Heczko | Rozhodčí: Michal Prudík Wilson |
| -               | -               | 0-1 0-2 0-3 0-4 0-5 0-6 0-7 0-8 | 01:59 - J. Bílý (P. Filip) 05:42 - P. Urban (M. Ingršt, F. Förstl) 07:29 - T. Skřivánek (J. Skřivánek) 12:51 - P. Urban (T. Hák, O. Waber) 13:07 - M. Ingršt(J. Bílý, P. Kubeš) 14:27 - R. Krejčí (F. Pecina, Š. Hrnčíř) 15:22 - M. Ingršt (P. Kubeš, J. Bílý) 23:03 - M. Ingršt (J. Bílý, P. Filip) | Rozhodčí: Michal Prudík Wilson |
| 26 min          | 26 min          | Tresty                          | 4 min | Rozhodčí: Michal Prudík Wilson |
| -               | -               | Střely                          | - | Rozhodčí: Michal Prudík Wilson |

### Skupina C

#### Tabulka
| P | Tým                    | Z | V | R | P | GV | GI | +/- | B |
| - | ---------------------- | - | - | - | - | -- | -- | --- | - |
| 1 | SHC Belpa 1107         | 2 | 2 | 0 | 0 | 7  | 0  | +7  | 4 |
| 2 | LG AZ HOKEJ Bratislava | 2 | 1 | 0 | 1 | 5  | 2  | +3  | 2 |
| 3 | Ball hockey Luxembourg | 2 | 0 | 0 | 2 | 0  | 10 | -10 | 0 |

|  | Tým postupující do čtvrtfinále. |

#### Zápasy
| 19. září 2013 11:00 SELČ | SHC Belpa 1107 | 5 – 0 (kontumace) | Ball hockey Luxembourg | ČEZ Arena, Pardubice Návštěvnost: - |  |

| Report |  |          |  |                          |
|        |  | Brankáři |  | Rozhodčí: Kettner Wilson |

| 19. září 2013 15:00 SELČ | Ball hockey Luxembourg | 0 – 5 (kontumace) | LG AZ HOKEJ Bratislava | ČEZ Arena, Pardubice Návštěvnost: - |  |

| Report |   |          |   |                                      |
|        |   | Brankáři |   | Rozhodčí: Martin Černý Michal Prudík |
| -      | - |          | - | Rozhodčí: Martin Černý Michal Prudík |

| 19. září 2013 19:45 SELČ | LG AZ HOKEJ Bratislava | 0 – 2 (0:1, 0:1) | SHC Belpa 1107 | ČEZ Arena, Pardubice Návštěvnost: - |  |

| Report      |             |          |        |                                       |
| Matúš Vasil | Matúš Vasil | Brankáři | Hofman | Rozhodčí: Michal Škrobák Petr Škrobák |
| -           | -           |          | -      | Rozhodčí: Michal Škrobák Petr Škrobák |
| 4 min       | 4 min       | Tresty   | 2 min  | Rozhodčí: Michal Škrobák Petr Škrobák |
| -           | -           | Střely   | -      | Rozhodčí: Michal Škrobák Petr Škrobák |

### Skupina D

#### Tabulka
| P | Tým                     | Z | V | R | P | GV | GI | +/- | B |
| - | ----------------------- | - | - | - | - | -- | -- | --- | - |
| 1 | HBT Vlašim              | 2 | 1 | 0 | 1 | 6  | 4  | +2  | 2 |
| 2 | Oberwil Rebells         | 2 | 1 | 0 | 1 | 6  | 7  | -1  | 2 |
| 3 | HbK Hokejmarket Skalica | 2 | 1 | 0 | 1 | 5  | 6  | -1  | 2 |

|  | Tým postupující do čtvrtfinále. |

#### Zápasy
| 19. září 2013 09:00 SELČ | HBT Vlašim | 1 – 3 (1:0, 0:3) | HbK Hokejmarket Skalica | ČEZ Arena, Pardubice Návštěvnost: - |  |

| Report                             |                                    |                 | |                                      |
| Michal Straka                      | Michal Straka                      | Brankáři        | Jozef Brdečka | Rozhodčí: Petr Škrobák Ľubomír Trpiš |
| J. Střecha (P. Dušek) - (PP) 03:31 | J. Střecha (P. Dušek) - (PP) 03:31 | 1-0 1-1 1-2 1-3 | 24:48 - M. Rampáček (P. Janáč) 25:23 - M. Rampáček (R. Petrovič, P. Smetana) 29:59 (EN) - J. Konínek (M. Rampáček, M. Sobol) | Rozhodčí: Petr Škrobák Ľubomír Trpiš |
| 4 min                              | 4 min                              | Tresty          | 10 min | Rozhodčí: Petr Škrobák Ľubomír Trpiš |
| -                                  | -                                  | Střely          | - | Rozhodčí: Petr Škrobák Ľubomír Trpiš |

| 19. září 2013 13:00 SELČ | HbK Hokejmarket Skalica | 2 – 5 (1:3, 1:2) | Oberwil Rebells | ČEZ Arena, Pardubice Návštěvnost: - |  |

| Report                                                            |                                                                   |                         | |                                  |
| Jozef Brdečka                                                     | Jozef Brdečka                                                     | Brankáři                | Stephan Sidler | Rozhodčí: Hrazdira Michal Prudík |
| J. Zelenka (M. Rampáček) - 12:50 M. Patinka (M. Rampáček) - 27:04 | J. Zelenka (M. Rampáček) - 12:50 M. Patinka (M. Rampáček) - 27:04 | 0-1 0-2 1-2 1-3 1-4 2-4 | 04:23 - A. Hildreth (S. Meier) 05:45 - Y. Sterchi (A.Hildreth, A. Roušal) (PP) 14:48 - A. Roušal (Tomáš Kudela) 16:10 - Y. Stücki (A. Hildreth) 28:51 - Y. Stücki (A. Hildreth) | Rozhodčí: Hrazdira Michal Prudík |
| 4 min                                                             | 4 min                                                             | Tresty                  | 4 min | Rozhodčí: Hrazdira Michal Prudík |
| -                                                                 | -                                                                 | Střely                  | - | Rozhodčí: Hrazdira Michal Prudík |

| 19. září 2013 17:00 SELČ | Oberwil Rebells | 1 – 5 (0:4, 1:1) | HBT Vlašim | ČEZ Arena, Pardubice Návštěvnost: - |  |

| Report                             |                                    |                         | |                          |
| Stephan Sidler                     | Stephan Sidler                     | Brankáři                | Michal Straka | Rozhodčí: Kettner Wilson |
| Y. Stücki (P. Döbeli) - (PP) 16:37 | Y. Stücki (P. Döbeli) - (PP) 16:37 | 0-1 0-2 0-3 0-4 1-4 1-5 | 1:22 - T. Horák (J. Střecha) 04:31 (PP) - M. Juráček (P. Dušek, J. Střecha) 8:49 - J. Bartejs (L. Slanina) 13:34 (PP) - J. Nýdl (J. Střecha) 22:51 (PP) - P. Dušek (J. Nýdl, M. Juráček) | Rozhodčí: Kettner Wilson |
| 10 min                             | 10 min                             | Tresty                  | 6 min | Rozhodčí: Kettner Wilson |
| -                                  | -                                  | Střely                  | - | Rozhodčí: Kettner Wilson |

## Předkolo
| 20. září 2013 08:00 SELČ | LG AZ HOKEJ Bratislava | 4 – 0 (2:0, 2:0) | SHC Aegerten-Biel | ČEZ Arena, Pardubice Návštěvnost: - |  |

| Report      |             |          |                           |             |
| Matúš Vasil | Matúš Vasil | Brankáři | Stucki (od 16.min Kocher) | Rozhodčí: - |
| -           | -           |          | -                         | Rozhodčí: - |
| 6 min       | 6 min       | Tresty   | 6 min                     | Rozhodčí: - |
| 27          | 27          | Střely   | 10                        | Rozhodčí: - |

| 20. září 2013 09:00 SELČ | Oberwil Rebells | 7 – 1 (4:1, 3:0) | London Crusaders | ČEZ Arena, Pardubice Návštěvnost: - |  |

| Report         |                |          |        |                                      |
| Stephan Sidler | Stephan Sidler | Brankáři | Tyrol  | Rozhodčí: Petr Škrobák Ľubomír Trpiš |
| -              | -              |          | -      | Rozhodčí: Petr Škrobák Ľubomír Trpiš |
| 6 min          | 6 min          | Tresty   | 10 min | Rozhodčí: Petr Škrobák Ľubomír Trpiš |
| 30             | 30             | Střely   | 5      | Rozhodčí: Petr Škrobák Ľubomír Trpiš |

| 20. září 2013 10:00 SELČ | Canadian Dirty Birds | 0 – 1 (0:0, 0:1) | HbK Hokejmarket Skalica | ČEZ Arena, Pardubice Návštěvnost: - |  |

| Report |        |          |               |                                       |
| Liosis | Liosis | Brankáři | Jozef Brdečka | Rozhodčí: Martin Kettner Martin Černý |
| -      | -      |          | -             | Rozhodčí: Martin Kettner Martin Černý |
| 14 min | 14 min | Tresty   | 4 min         | Rozhodčí: Martin Kettner Martin Černý |
| -      | -      | Střely   | -             | Rozhodčí: Martin Kettner Martin Černý |

## Play-off

### Pavouk play-off
|  | Čtvrtfinále     | Čtvrtfinále     |                 |             | Semifinále  | Semifinále  |  |  | Finále | Finále |
|  |                 |                 |                 |             |             |             |  |  |        |        |
|  |                 |                 |                 |             |             |             |  |  |        |        |
|  |                 |                 |                 |             |             |             |  |  |        |        |
|  | HBK Nitra       | 1ss             |                 |             |             |             |  |  |        |        |
|  | HBK Nitra       | 1ss             |                 |             |             |             |  |  |        |        |
|  | LG Bratislava   | 0               |                 |             |             |             |  |  |        |        |
|  | LG Bratislava   | 0               | HBK Nitra       | 2           |             |             |  |  |        |        |
|  |                 |                 | HBK Nitra       | 2           |             |             |  |  |        |        |
|  |                 | Oberwil Rebells | 5               |             |             |             |  |  |        |        |
|  | HBC Pardubice   | Oberwil Rebells | 5               | 2           |             |             |  |  |        |        |
|  | HBC Pardubice   |                 |                 | 2           |             |             |  |  |        |        |
|  | Oberwil Rebells | 3               |                 |             |             |             |  |  |        |        |
|  | Oberwil Rebells | 3               | Oberwil Rebells | 0           |             |             |  |  |        |        |
|  |                 |                 | Oberwil Rebells | 0           |             |             |  |  |        |        |
|  |                 | HBT Vlašim      | 1               |             |             |             |  |  |        |        |
|  | SHC Belpa 1107  | HBT Vlašim      | 1               | 2           |             |             |  |  |        |        |
|  | SHC Belpa 1107  |                 |                 | 2           |             |             |  |  |        |        |
|  | HBK Skalica     | 3               |                 |             |             |             |  |  |        |        |
|  | HBK Skalica     | 3               | HBK Skalica     | 0           | Třetí místo | Třetí místo |  |  |        |        |
|  |                 |                 | HBK Skalica     | 0           | Třetí místo | Třetí místo |  |  |        |        |
|  |                 | HBT Vlašim      | 3               |             |             |             |  |  |        |        |
|  | HBT Vlašim      | HBT Vlašim      | 3               | 3ss         | HBK Nitra   | 3           |  |  |        |        |
|  | HBT Vlašim      |                 |                 | 3ss         | HBK Nitra   | 3           |  |  |        |        |
|  | H. Králové 1988 | 2               |                 | HBK Skalica | 1           |             |  |  |        |        |
|  | H. Králové 1988 | 2               |                 |             | 1           |             |  |  |        |        |
|  |                 |                 |                 |             |             |             |  |  |        |        |
|  |                 |                 |                 |             |             |             |  |  |        |        |

### Čtvrtfinále
| 20. září 2013 16:00 SELČ | HBK Nitrianski rytieri Nitra | 1 – 0 SS (0:0, 0:0 - 0:0) | LG AZ HOKEJ Bratislava | ČEZ Arena, Pardubice Návštěvnost: - |  |

| Report                           |                                  |          |                 |                                      |
| Tomáš Dubnický                   | Tomáš Dubnický                   | Brankáři | Vladislav Kalis | Rozhodčí: Jiří Kettner Michal Prudík |
| (rozhodující střílení) J. Rímský | (rozhodující střílení) J. Rímský | 1-0      |                 | Rozhodčí: Jiří Kettner Michal Prudík |
| 9 min                            | 9 min                            | Tresty   | 8 min           | Rozhodčí: Jiří Kettner Michal Prudík |
| -                                | -                                | Střely   | -               | Rozhodčí: Jiří Kettner Michal Prudík |

| 20. září 2013 17:00 SELČ | HBC Autosklo-H.A.K. Pardubice | 2 – 3 (1:2, 1:1) | Oberwil Rebells | ČEZ Arena, Pardubice Návštěvnost: - |  |

| Report                                                          |                                                                 |                     | |                                   |
| Lukáš Heczko od 21 min Petr Smékal                              | Lukáš Heczko od 21 min Petr Smékal                              | Brankáři            | Stephan Sidler | Rozhodčí: Mário Krist Igor Neczli |
| P. Urban (O. Waber, F. Förstl) - 9:50 T. Hák (O. Waber) - 23:10 | P. Urban (O. Waber, F. Förstl) - 9:50 T. Hák (O. Waber) - 23:10 | 0-1 1-1 1-2 1-3 2-3 | 4:57 (PP) - Y. Sterchi (S. Meier) 13:55 - R. Melliger (T. Kudela, P. Merz) 16:26 - T. Kudela (P. Döbeli, A. Roušal) | Rozhodčí: Mário Krist Igor Neczli |
| 42 min                                                          | 42 min                                                          | Tresty              | 2 min | Rozhodčí: Mário Krist Igor Neczli |
| -                                                               | -                                                               | Střely              | - | Rozhodčí: Mário Krist Igor Neczli |

| 20. září 2013 18:00 SELČ | SHC Belpa 1107 | 2 – 3 (1:1, 1:2) | HbK Hokejmarket Skalica | ČEZ Arena, Pardubice Návštěvnost: - |  |

| Report  |         |          |               |             |
| Hofmann | Hofmann | Brankáři | Jozef Brdečka | Rozhodčí: - |
| -       | -       |          | -             | Rozhodčí: - |
| 0 min   | 0 min   | Tresty   | 0 min         | Rozhodčí: - |
| -       | -       | Střely   | -             | Rozhodčí: - |

| 20. září 2013 19:00 SELČ | HBT Vlašim | 3 – 2 SS (0:1, 2:1 - 0:0) | HBC Hradec Králové 1988 | ČEZ Arena, Pardubice Návštěvnost: - |  |

| Report                                                                                    |                                                                                           |                     |                                                                            |                                 |
| Michal Straka                                                                             | Michal Straka                                                                             | Brankáři            | Jan Šimara                                                                 | Rozhodčí: Hrazdira Petr Škrobák |
| M. Špale (L. Topolánek) - 17:51 J. Střeska - (PP) 25:58 (rozhodující střílení) J. Střecha | M. Špale (L. Topolánek) - 17:51 J. Střeska - (PP) 25:58 (rozhodující střílení) J. Střecha | 0-1 1-1 2-1 2-2 3-2 | 12:29 (PP) - P. Švanda (J. Fišer) 26:21 - J. Bacovský (T. Jiřík, P. Novák) | Rozhodčí: Hrazdira Petr Škrobák |
| 8 min                                                                                     | 8 min                                                                                     | Tresty              | 6 min                                                                      | Rozhodčí: Hrazdira Petr Škrobák |

### Semifinále
| 21. září 2013 12:00 SELČ | HBK Nitrianski rytieri Nitra | 2 – 5 (2:1, 0:4) | Oberwil Rebells | ČEZ Arena, Pardubice Návštěvnost: - |  |

| Report         |                |                             |                |                                      |
| Tomáš Dubnický | Tomáš Dubnický | Brankáři                    | Stephan Sidler | Rozhodčí: Martin Černý Michal Prudík |
| -              | -              | 1-0 1-1 2-1 2-2 2-3 2-4 2-5 | -              | Rozhodčí: Martin Černý Michal Prudík |
| 0 min          | 0 min          | Tresty                      | 0 min          | Rozhodčí: Martin Černý Michal Prudík |
| -              | -              | Střely                      | -              | Rozhodčí: Martin Černý Michal Prudík |

| 21. září 2013 13:30 SELČ | HbK Hokejmarket Skalica | 0 – 3 (0:0, 0:3) | HBT Vlašim | ČEZ Arena, Pardubice Návštěvnost: - |  |

| Report        |               |             |                                                                   |                                      |
| Jozef Brdečka | Jozef Brdečka | Brankáři    | Michal Straka                                                     | Rozhodčí: Mário Krist Michal Škrobák |
|               |               | 0-1 0-2 0-3 | 20:36 - L. Topolánek 28:13 (EN) - M. Průcha 29:29 (EN) - T. Horák | Rozhodčí: Mário Krist Michal Škrobák |
| 2 min         | 2 min         | Tresty      | 6 min                                                             | Rozhodčí: Mário Krist Michal Škrobák |
| -             | -             | Střely      | -                                                                 | Rozhodčí: Mário Krist Michal Škrobák |

### Finále
| 21. září 2013 21:30 SELČ | Oberwil Rebells | 0 – 1 (0:0, 0:1) | HBT Vlašim | ČEZ Arena, Pardubice Návštěvnost: 650 |  |

| Report         |                |          |                                   |                                      |
| Stephan Sidler | Stephan Sidler | Brankáři | Michal Straka                     | Rozhodčí: Mário Krist Martin Kettner |
|                |                | 0-1      | 22:45 (PP) - J. Nýdl (M. Juráček) | Rozhodčí: Mário Krist Martin Kettner |
| 6 min          | 6 min          | Tresty   | 2 min                             | Rozhodčí: Mário Krist Martin Kettner |
| 10             | 10             | Střely   | 13                                | Rozhodčí: Mário Krist Martin Kettner |

### o 3. místo
| 21. září 2013 19:00 SELČ | HBK Nitrianski rytieri Nitra | 3 – 1 (1:1, 2:0) | HbK Hokejmarket Skalica | ČEZ Arena, Pardubice Návštěvnost: - |  |

| Report      |             |          |               |                                 |
| Tomáš Gažík | Tomáš Gažík | Brankáři | Jozef Brdečka | Rozhodčí: Škrobák Michal Prudík |
| 10 min      | 10 min      | Tresty   | 0 min         | Rozhodčí: Škrobák Michal Prudík |
| -           | -           | Střely   | -             | Rozhodčí: Škrobák Michal Prudík |

## Zápasy o umístění

### o 9. - 11. místo
| 20. září 2013 15:00 SELČ | SHC Aegerten-Biel | 4 – 2 (2:0, 2:2) | London Crusaders | ČEZ Arena, Pardubice Návštěvnost: - |  |

| Report |        |          |       |                                      |
| Stucki | Stucki | Brankáři | Tyrol | Rozhodčí: Igor Neczli Michal Škrobák |
| -      | -      |          | -     | Rozhodčí: Igor Neczli Michal Škrobák |
| 6 min  | 6 min  | Tresty   | 4 min | Rozhodčí: Igor Neczli Michal Škrobák |
| -      | -      | Střely   | -     | Rozhodčí: Igor Neczli Michal Škrobák |

| 20. září 2013 21:00 SELČ | Canadian Dirty Birds | 4 – 1 (1:0, 3:1) | London Crusaders | ČEZ Arena, Pardubice Návštěvnost: - |  |

| Report |        |          |       |                              |
| Liosis | Liosis | Brankáři | Tyrol | Rozhodčí: Wilson Mário Krist |
| -      | -      |          | -     | Rozhodčí: Wilson Mário Krist |
| 6 min  | 6 min  | Tresty   | 8 min | Rozhodčí: Wilson Mário Krist |
| -      | -      | Střely   | -     | Rozhodčí: Wilson Mário Krist |

| 21. září 2013 16:00 SELČ | SHC Aegerten-Biel | 2 – 3 SS (0:1, 2:1 - 0:0) | Canadian Dirty Birds | ČEZ Arena, Pardubice Návštěvnost: - |  |

| Report                    |                           |          |        |                                                   |
| Kocher (od 16.min Stucki) | Kocher (od 16.min Stucki) | Brankáři | Ewanyk | Rozhodčí: Kettner Wilson (od 16.min Martin Černý) |
| -                         | -                         |          | -      | Rozhodčí: Kettner Wilson (od 16.min Martin Černý) |
| 0 min                     | 0 min                     | Tresty   | 6 min  | Rozhodčí: Kettner Wilson (od 16.min Martin Černý) |
| -                         | -                         | Střely   | -      | Rozhodčí: Kettner Wilson (od 16.min Martin Černý) |

### o 5. - 8. místo
| 21. září 2013 10:00 SELČ | LG AZ HOKEJ Bratislava | 1 – 2 SS (0:0, 1:1) | HBC Autosklo-H.A.K. Pardubice | ČEZ Arena, Pardubice Návštěvnost: - |  |

| Report          |                 |          |        |                                  |
| Vladislav Kalis | Vladislav Kalis | Brankáři | Smekal | Rozhodčí: Hrazdira Ľubomír Trpiš |
| -               | -               |          | -      | Rozhodčí: Hrazdira Ľubomír Trpiš |
| 2 min           | 2 min           | Tresty   | 0 min  | Rozhodčí: Hrazdira Ľubomír Trpiš |

| 21. září 2013 11:00 SELČ | SHC Belpa 1107 | 2 – 4 (1:1, 1:3) | HBC Hradec Králové 1988 | ČEZ Arena, Pardubice Návštěvnost: - |  |

| Report  |         |          |                              |                                       |
| Hofmann | Hofmann | Brankáři | Mroviec (od 16.min Dvořáček) | Rozhodčí: Michal Škrobák Petr Škrobák |
| -       | -       |          | -                            | Rozhodčí: Michal Škrobák Petr Škrobák |
| 8 min   | 8 min   | Tresty   | 4 min                        | Rozhodčí: Michal Škrobák Petr Škrobák |

### o 5. místo
| 21. září 2013 18:00 SELČ | HBC Autosklo-H.A.K. Pardubice | 3 – 1 (2:0, 1:1) | HBC Hradec Králové 1988 | ČEZ Arena, Pardubice Návštěvnost: - |  |

| Report       |              |          |            |                                   |
| Lukáš Heczko | Lukáš Heczko | Brankáři | Jan Šimara | Rozhodčí: Michal Škrobák Hrazdíra |
| -            | -            |          | -          | Rozhodčí: Michal Škrobák Hrazdíra |
| 4 min        | 4 min        | Tresty   | 6 min      | Rozhodčí: Michal Škrobák Hrazdíra |

### o 7. místo
| 21. září 2013 17:00 SELČ | LG AZ HOKEJ Bratislava | 3 – 2 (2:1, 1:1) | SHC Belpa 1107 | ČEZ Arena, Pardubice Návštěvnost: - |  |

| Report      |             |          |         |                                      |
| Matúš Vasil | Matúš Vasil | Brankáři | Hofmann | Rozhodčí: Ľubomír Trpiš Martin Černý |
| -           | -           |          | -       | Rozhodčí: Ľubomír Trpiš Martin Černý |
| 6 min       | 6 min       | Tresty   | 6 min   | Rozhodčí: Ľubomír Trpiš Martin Černý |

## Konečné pořadí týmů
| Místo            | Tým                           |
| ---------------- | ----------------------------- |
| Zlatá medaile    | HBT Vlašim                    |
| Stříbrná medaile | Oberwil Rebells               |
| Bronzová medaile | HBK Nitrianski rytieri Nitra  |
| 4.               | HbK Hokejmarket Skalica       |
| 5.               | HBC Autosklo-H.A.K. Pardubice |
| 6.               | HBC Hradec Králové 1988       |
| 7.               | LG AZ HOKEJ Bratislava        |
| 8.               | SHC Belpa 1107                |
| 9.               | Canadian Dirty Birds          |
| 10.              | SHC Aegerten-Biel             |
| 11.              | London Crusaders              |
| 12.              | Ball hockey Luxembourg        |

## All-stars tým
- Brankář: Michal Straka (Vlašim)
- Obránci: Andrew Hildreth (Oberwil), Tomáš Hák (Pardubice)
- Útočníci: Jan Střecha (Vlašim), Ján Rímský (Nitra), Libor Topolánek (Vlašim)